# Rip e Grant, un investigatore e mezzo
Rip e Grant, un investigatore e mezzo  (Stick With Me, Kid) è una serie televisiva britannica in 13 episodi trasmessi per la prima volta nel corso di una sola stagione nel 1995. È una sitcom gialla per ragazzi incentrata sulle vicende di un tredicenne che s'improvvisa detective.

## Trama
Dopo che un diamante è stato rubato dal locale museo, Ripley Hillard, un ragazzo di 13 anni, è determinato a risolvere il caso, ma non riesce ad attirare l'attenzione della polizia per la sua età. Egli cerca quindi l'aiuto di Grant Logan, un attore di professione, affinché interpreti la parte del detective al suo posto, in modo che la polizia possa ascoltare le idee di un adulto. I primi due episodi ruotano intorno al furto di diamanti, ma i restanti 11 episodi sono incentrati su un caso diverso per ogni episodio. Grant fa sempre la parte del detective, ma è Ripley il cervello delle investigazioni. Grant inoltre aiuta Ripley nei suoi problemi personali, come il bullismo a scuola e la mancanza di un padre.

## Personaggi e interpreti
- Ripley "Rip" Hilliard, interpretato da Kristopher Milnes.
- Grant Logan, interpretato da Leigh Lawson.
- Rosie Roberts, interpretata da Jane How.
- Gordon Lundey, interpretato da Stephen Greif.
- Vernon - School Bully, interpretato da Ben Harris.
- Daniels, interpretato da Raji James.
- Signora Hilliard, interpretata da Louise Jameson.
È la madre di Ripley.
- Nonna, interpretata da Rosemary Leach.
È la nonna di Ripley.
- Matthew Ebbs, interpretato da Joseph Watts.

## Produzione
La serie fu prodotta da Lee Goldberg e girata nell'Hertfordshire in Inghilterra.

### Registi
Tra i registi sono accreditati:
- Christian I. Nyby II in 2 episodi (1995)

### Sceneggiatori
Tra gli sceneggiatori sono accreditati:
- Peter Hume in 10 episodi (1995)
- Lee Goldberg in 3 episodi (1995)
- Ken Kaufman in 3 episodi (1995)
- William Rabkin in 3 episodi (1995)

## Distribuzione
La serie fu trasmessa nel Regno Unito dal 1995 al 1995 sulla rete televisiva Disney Channel. In Italia è stata trasmessa su RaiUno con il titolo Rip e Grant, un investigatore e mezzo.
Alcune delle uscite internazionali sono state:
- nel Regno Unito il 1995 (Stick With Me, Kid)
- in Spagna (El pequeño detective)
- in Svezia (Smartare än polisen)
- in Italia (Rip e Grant, un investigatore e mezzo)

## Episodi
| Stagione       | Episodi | Prima TV Regno Unito |
| -------------- | ------- | -------------------- |
| Prima stagione | 13      | 1995                 |